# Andrei Tivontchik
Andrei Tivontschik (in bielorusso Андрэй Цівончык?; Minsk, 13 luglio 1970) è un ex astista bielorusso naturalizzato tedesco, vincitore di una medaglia di bronzo ai Giochi olimpici di Atlanta 1996.

## Carriera
Passato sotto i colori tedeschi dal 1993, ha disputato la sua prima competizione internazionale l'anno seguente ai campionati europei di atletica leggera 1994. Ha preso parte con successo ai Giochi olimpici di Atlanta conquistando una medaglia di bronzo e fissando nel medesimo anno il proprio record personale.

## Record personali
- Salto con l'asta: 5,95 m ( Colonia, 16 agosto 1996)
- Salto con l'asta (indoor): 5,85 m ( Karlsruhe, 20 febbraio 1999)

## Palmarès
| Anno | Manifestazione  | Sede       | Evento | Risultato | Prestazione | Note                          |
| ---- | --------------- | ---------- | ------ | --------- | ----------- | ----------------------------- |
| 1994 | Europei         | Helsinki   | Asta   | 6º        | 5,70 m      |                               |
| 1995 | Mondiali indoor | Barcellona | Asta   | Bronzo    | 5,75 m      |                               |
| 1995 | Mondiali        | Göteborg   | Asta   | 9º        | 5,60 m      |                               |
| 1996 | Giochi olimpici | Atlanta    | Asta   | Bronzo    | 5,92 m      | Miglior prestazione personale |
| 1998 | Europei         | Budapest   | Asta   | 6º        | 5,50 m      |                               |
| 1999 | Mondiali indoor | Maebashi   | Asta   | 6º        | 5,70 m      |                               |